# Martin Guillaume Biennais
Martin Guillaume Biennais (29. dubna 1764 La Cochère – 27. března 1843 Paříž) byl francouzský zlatník, stříbrník a marketér, činný zejména ve službách císaře Napoleona Bonaparte, jeho manželek a později pro bavorský královský dvůr.

## Život
Roku 1788 se přestěhoval do Paříže, kde se zpočátku živil obchodováním. Vyučil se zlatníkem, ale významné zakázky získal až po odeznění revoluce, za Napoleonova vzestupu a císařství.
Kromě korunovačních klenotů, stříbrného nádobí, šperků, zbraní a designu porcelánu se věnoval výrobě ebenového nebo mahagonového nábytku s konstrukcí ze zlaceného bronzu a s intarziemi ze slonoviny.
Patřil k nejlepším stříbrníkům francouzského klasicismu a empíru. Společně s Jeanem-Baptistem Claudem Odiotem byl tvůrcem napoleonského empírového stříbra a jeho nejplodnějším realizátorem. Z korunovačních klenotů pro Napoleona vytvořil vavřínový věnec, korunu, hvězdu s kolanou  řádu Čestné legie, královské jablko a tzv. ruku spravedlnosti.
Dříve byl považován za autora stříbrné kolébky pro římského krále Napoleona II.–Orlíka, kterou svými puncy označili jeho konkurenti  Jean-Baptiste Claude Odiot a  Pierre-Philippe Thomire.
Všechna ostatní díla si navrhoval sám a prováděla je jeho dílna.
Poslední roky života strávil ve své venkovské rezidenci La Verrière. Zemřel v Paříži, obklopen svými dětmi.

## Dílo (výběr)
- Císařská koruna Napoleona Bonaparta, zvaná koruna Karla Velikého, Louvre
- Císařské žezlo, zvané "Ruka spravedlnosti", Louvre
- Zlatý vavřínový věnec Napoleona Bonaparta; nedochoval se
- Řád čestné legie s kolanou
- Koruna císařovny Josefíny
- Postel s iniciálou císařovny Josefíny, zámek Malmaison
- Athénienne – ebenový toaletní stolek císaře Napoleona se stříbrným umyvadlem a konvicí na vodu, Louvre (zakoupen v aukci Sotheby's roku 2016)
- Necesér císaře Napoleona - cestovní kufřík s psací soupravou
- Meč císaře Napoleona, využitý v bitvě u Slavkova, zlacený bronz a ocel; Muzeum armády, Invalidovna Paříž
- Bavorské královské korunovační klenoty (2 koruny, žezlo, jablko, meč s pochvou), Královská rezidence Mnichov
- Kabinet pro sbírku medailí krále Ludvíka XV., kterou uspořádal Dominique Vivant Denon - ebenová skříňka ve tvaru staroegyptského pylonu s intarziemi ze slonoviny

## Galerie

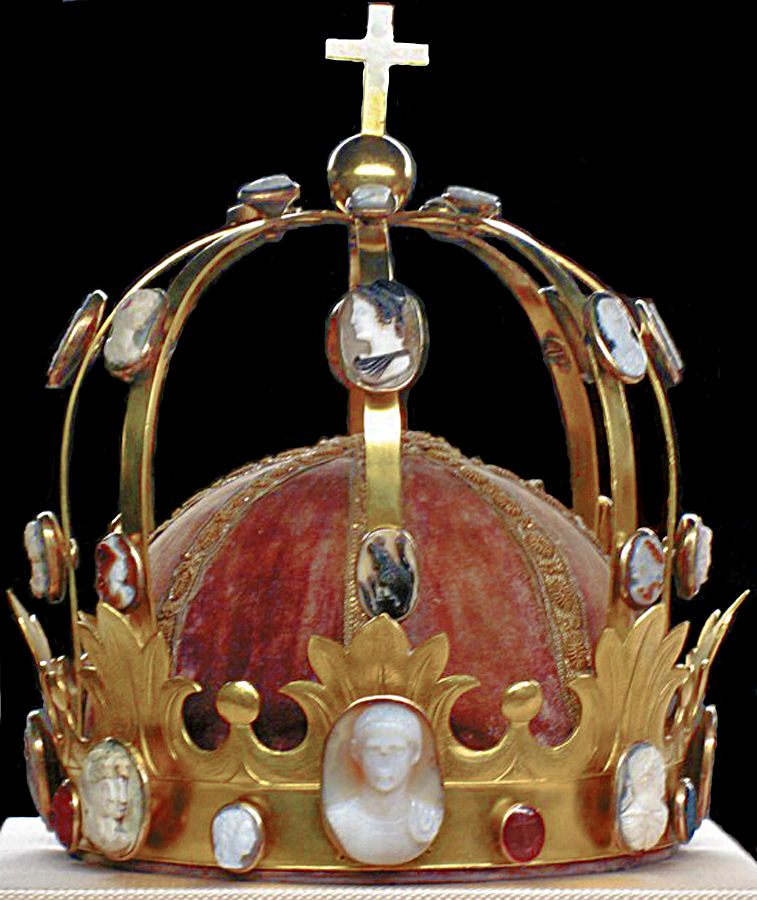
Koruna císaře Napoleona
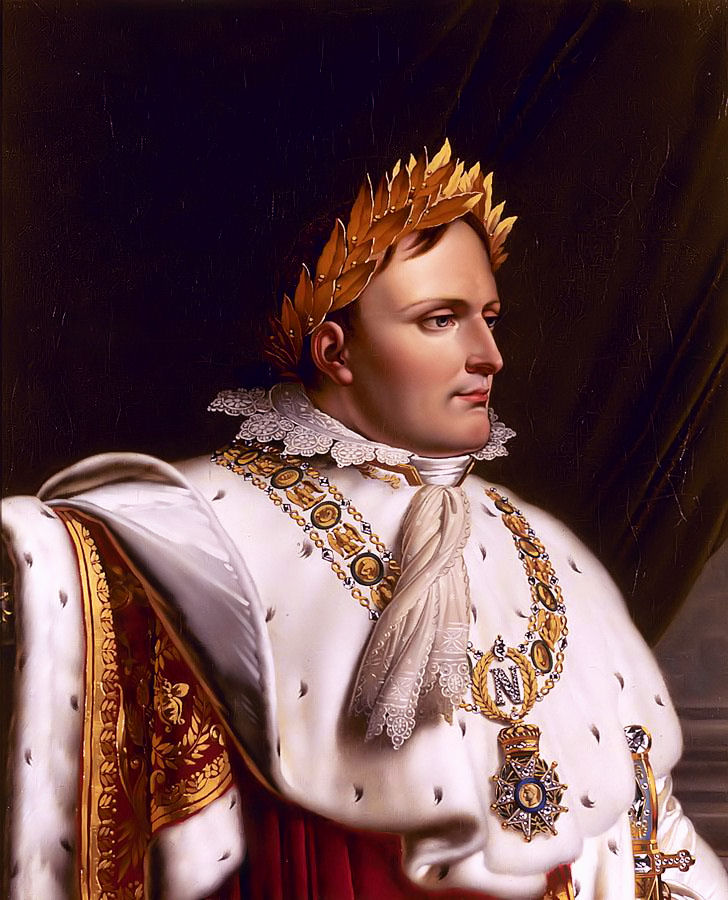
Zlatý vavřínový věnec a Řád Čestné legie s kolanou
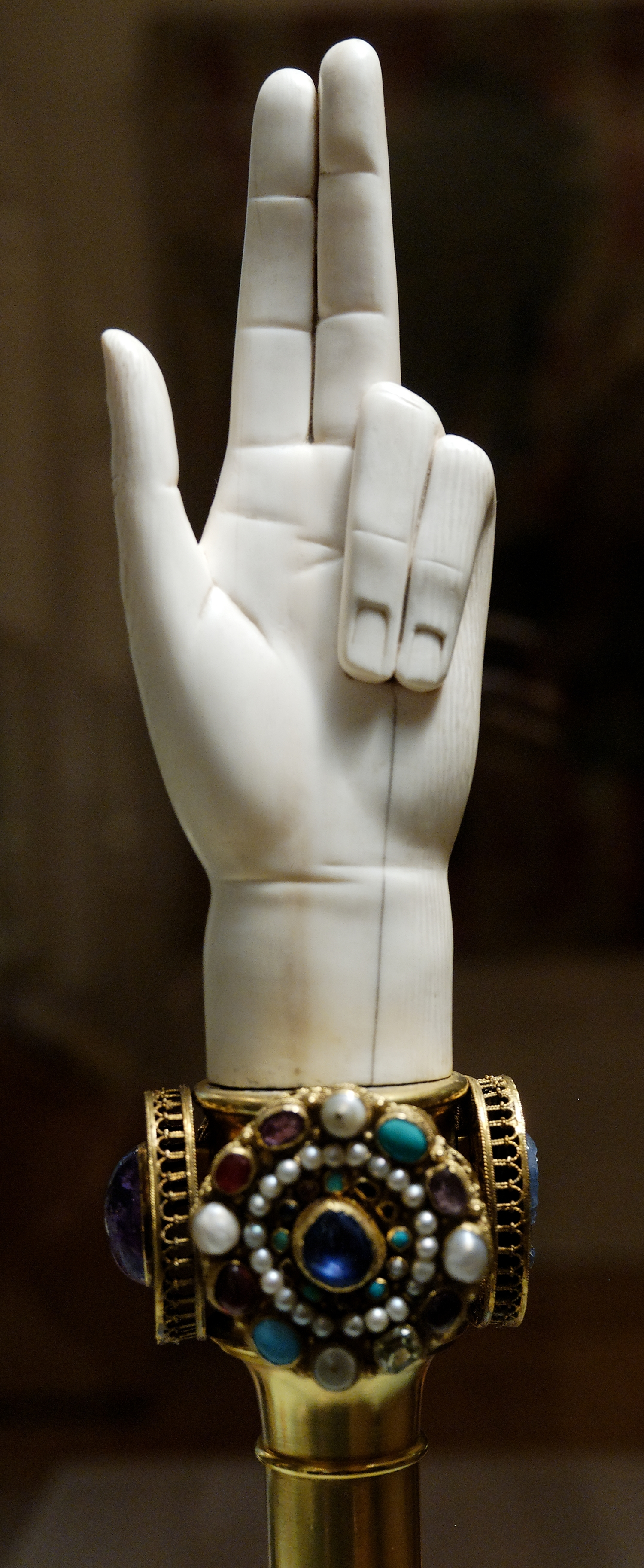
"Ruka spravedlnosti"
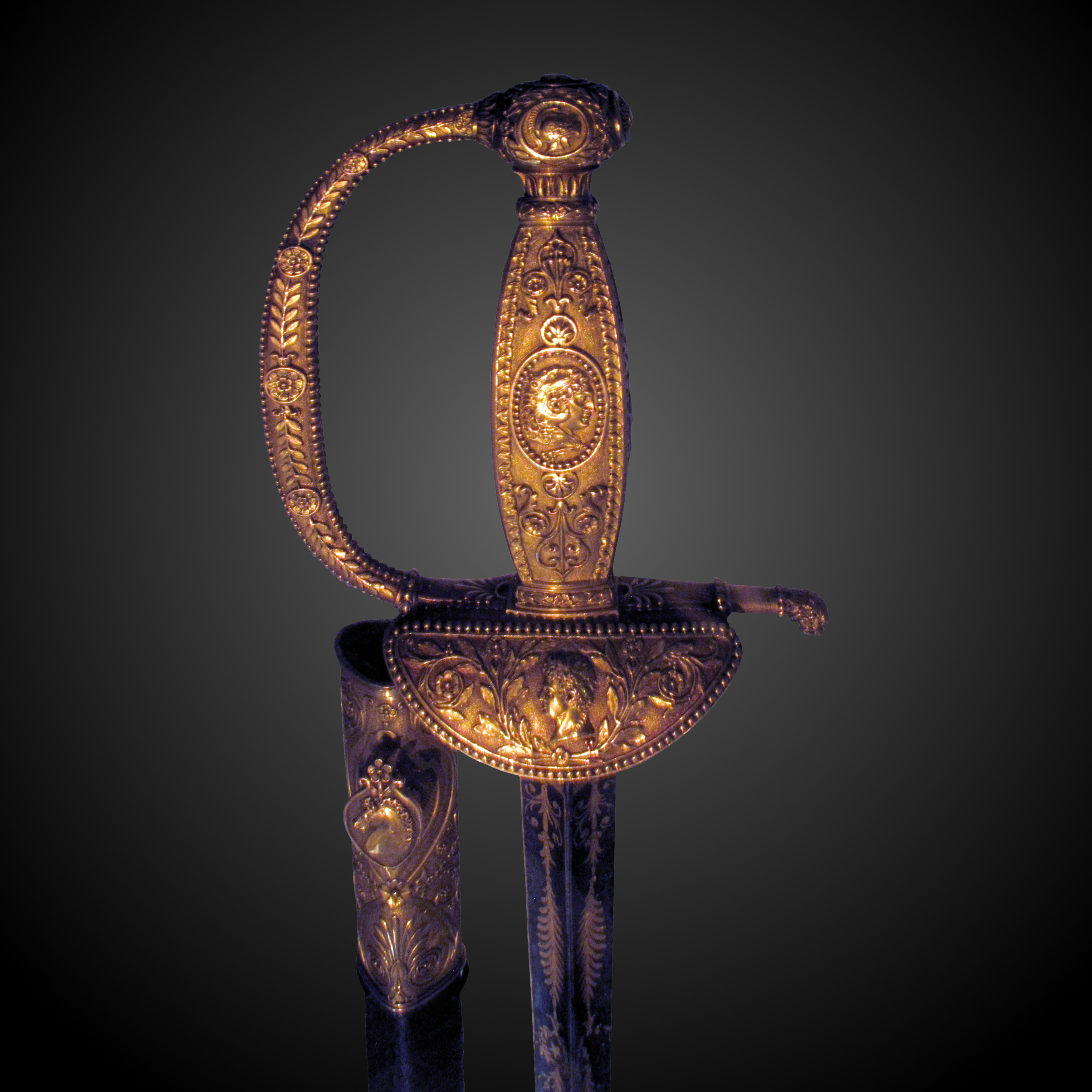
Napoleonův meč od Slavkova
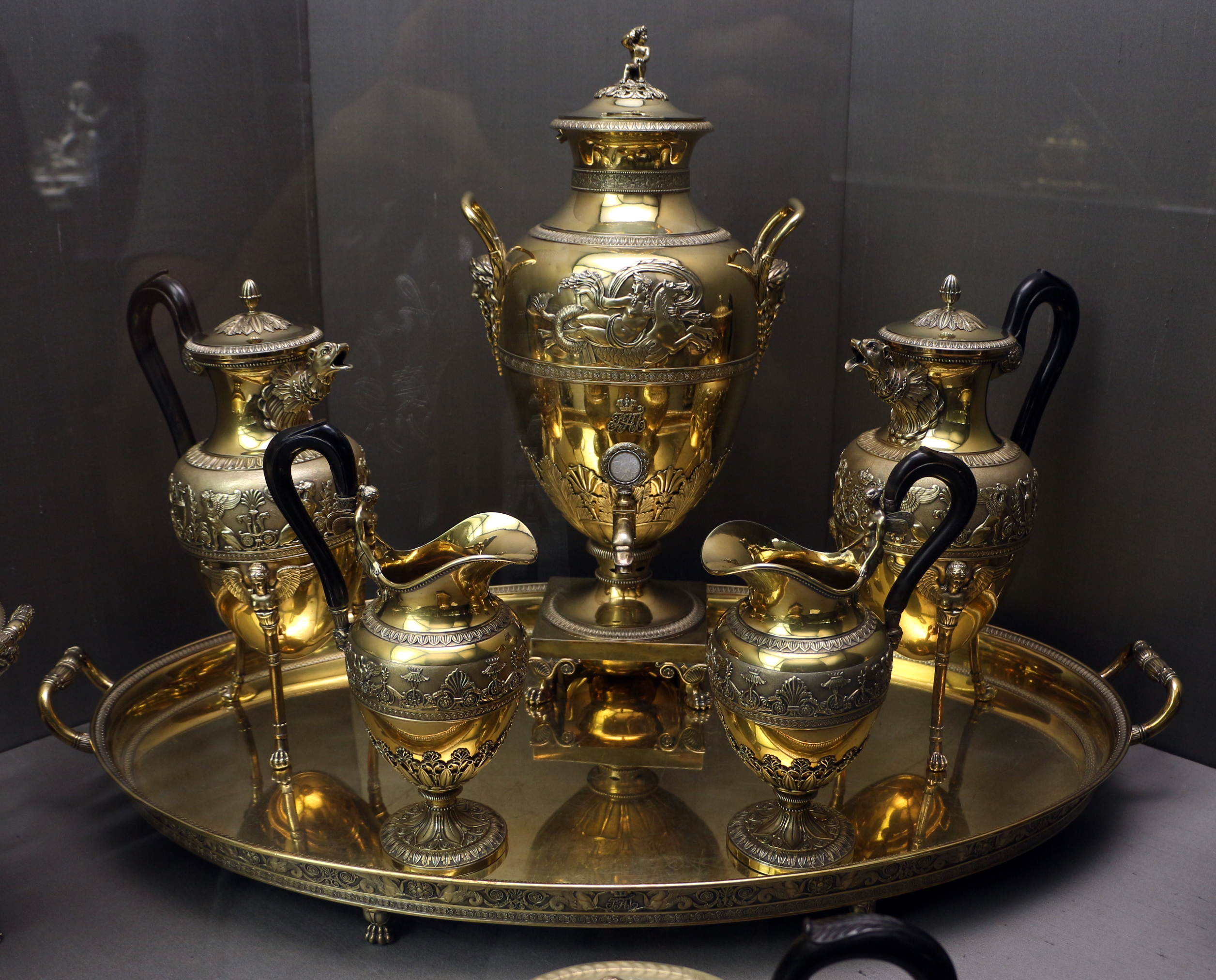
Servis se samovarem (1815)
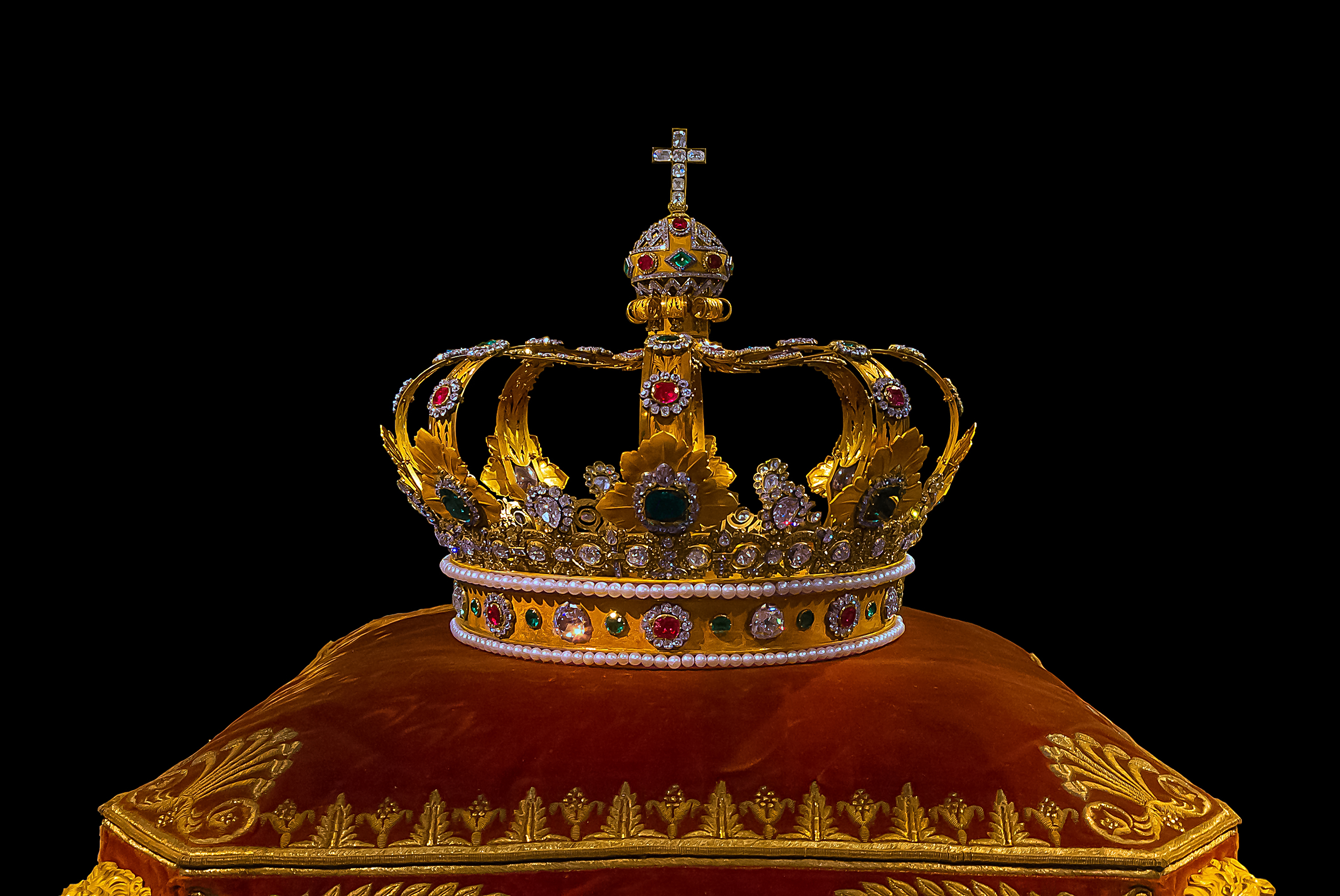
Koruna bavorského krále
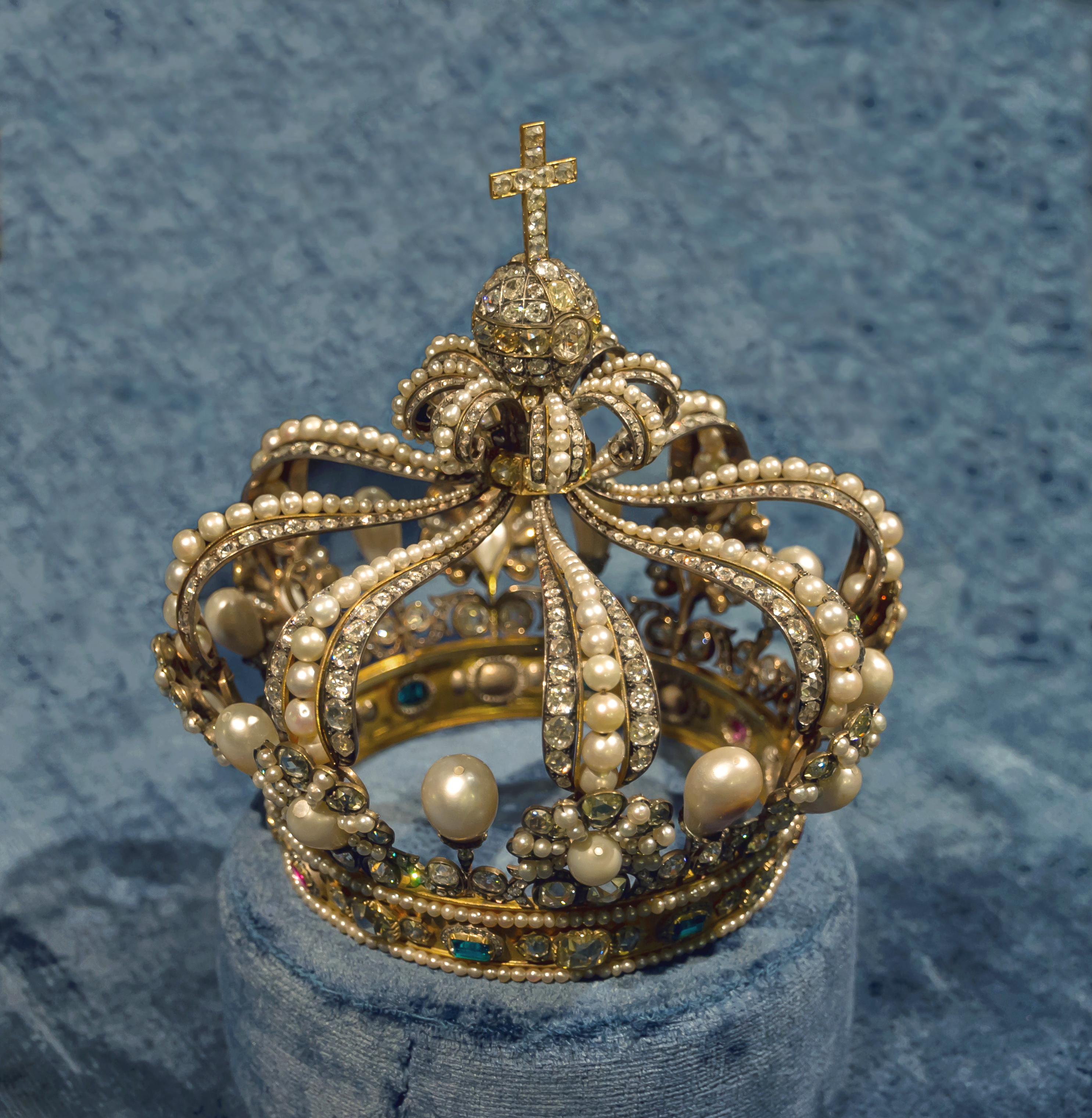
Koruna bavorské královny
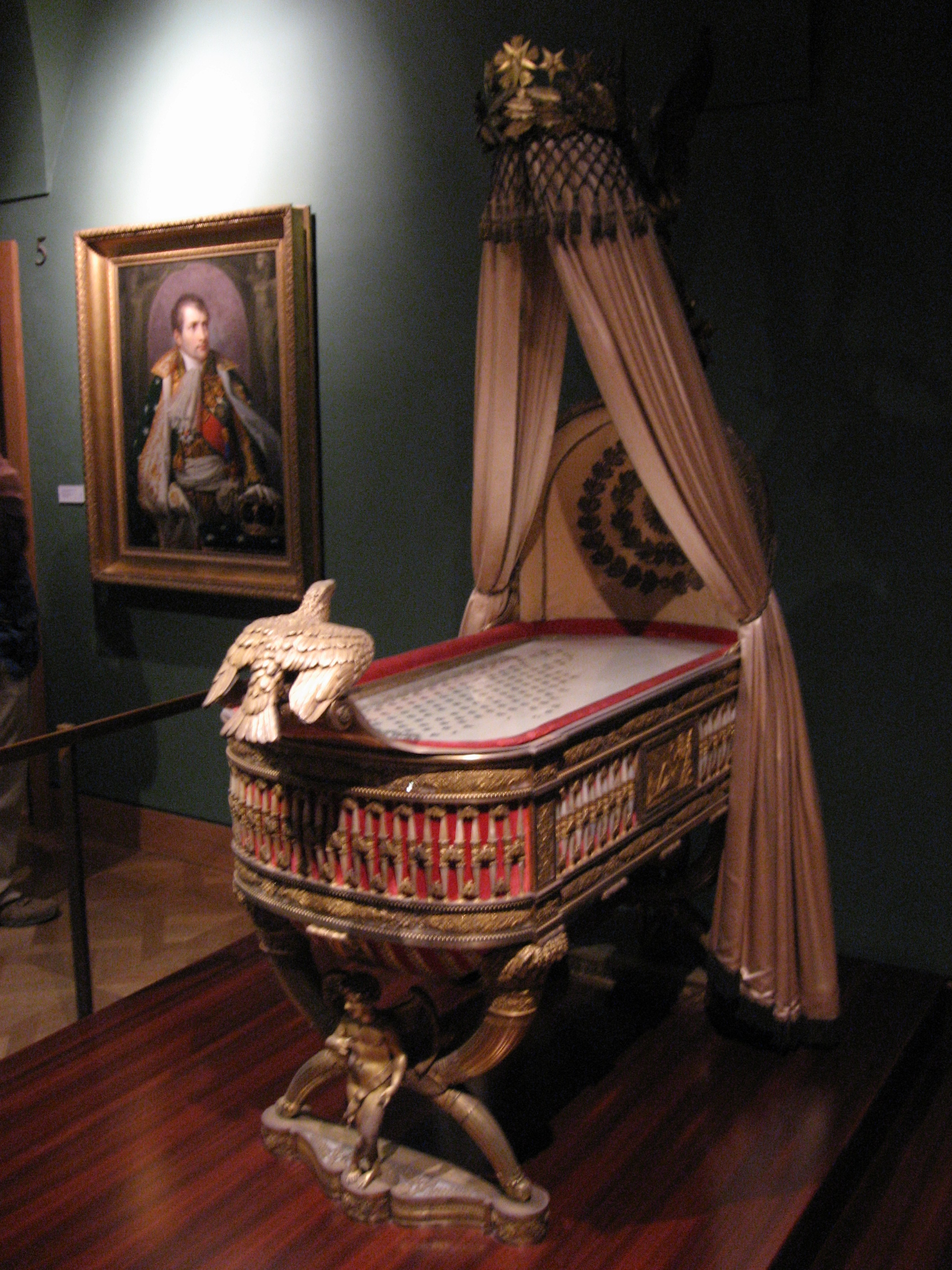
Kolébka Napoleona II.
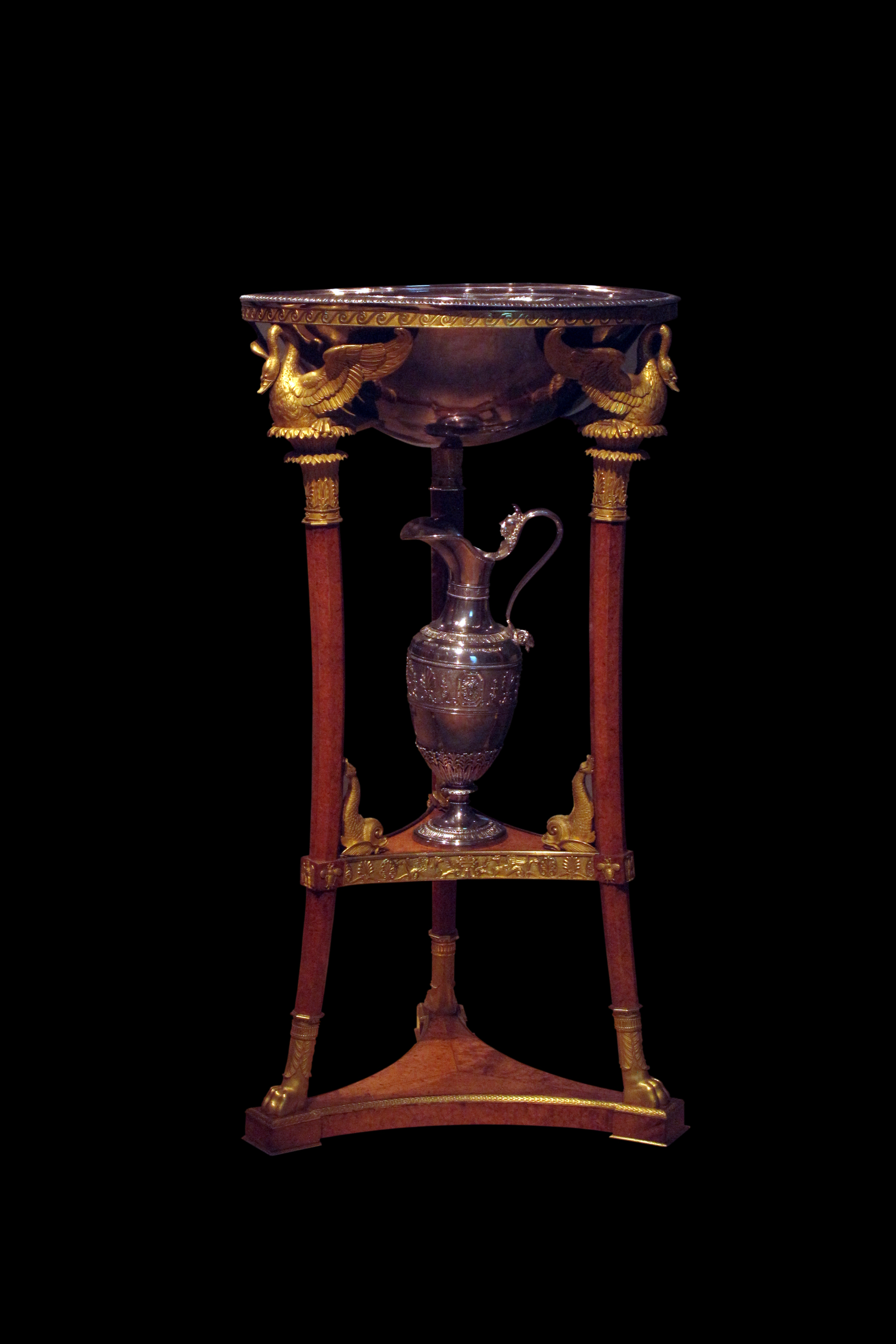
Athénienne
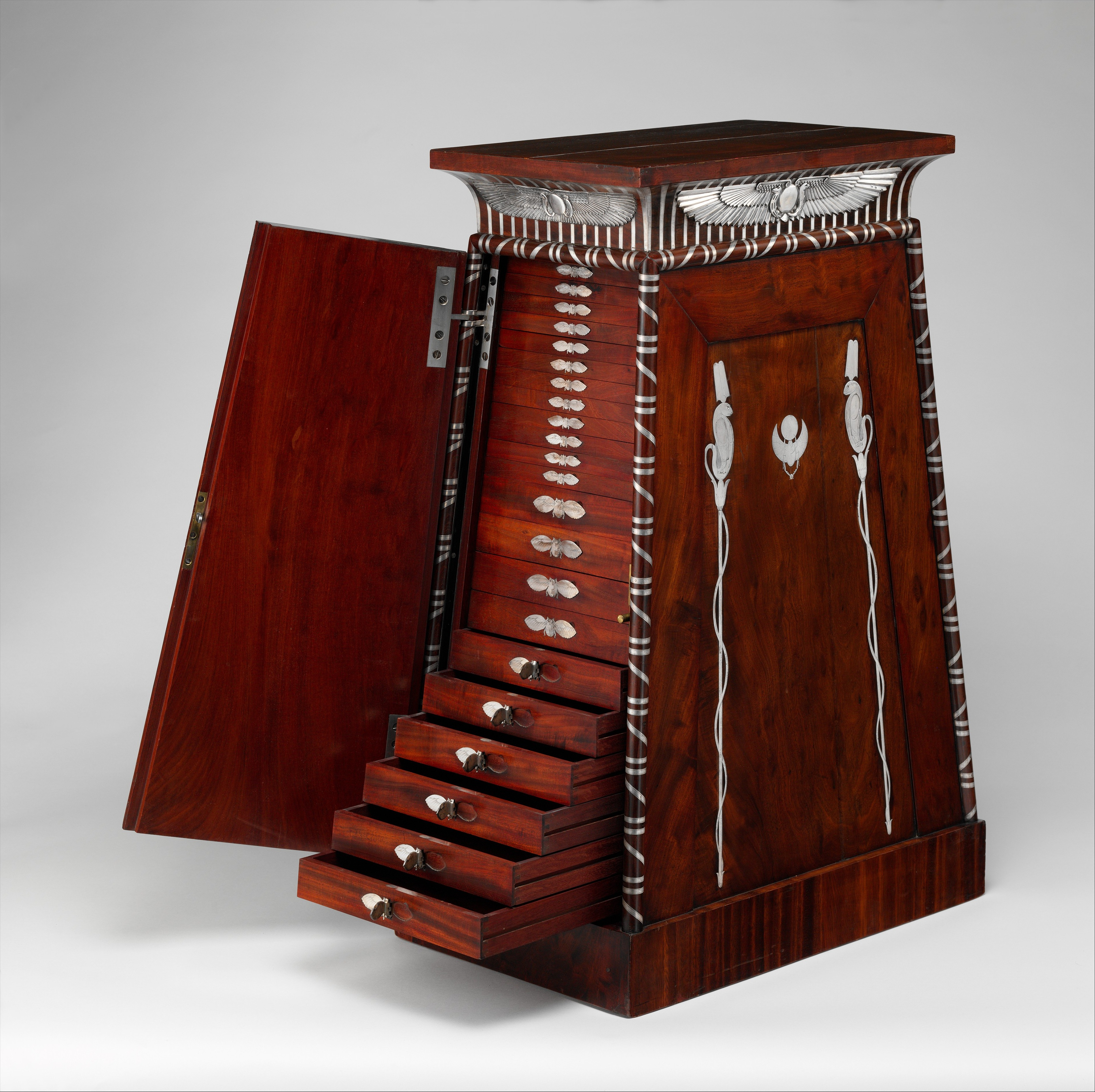
Kabinet se sbírkou medailí